# 100 Songs
100 Songs, i marknadsföringssyfte skrivet 100 SONGS, är ett svenskt skivbolag som grundades 2012 av Ola Håkansson, Klas Lunding och Ben Malén. 100 Songs är ett genreoberoende musikbolag som endast kontrakterar singlar. Miriam Bryant, Ace Wilder, Nuoli, JA, Midnight Boy och Maria Hazell är några av artisterna som släppt sin musik via 100 Songs.
Våren 2014 startade 100 Songs även underlabeln 666 Songs som fokuserar på hårdrock och metal.